# 詹姆斯·麦肯锡
詹姆斯·麦肯锡（英語：James Oscar McKinsey, 1889年6月4日—1937年11月30日）是一位美国会计师，管理咨询师，芝加哥大学会计学教师，麦肯锡（McKinsey & Company）和科尔尼咨询公司创始人。

## 生平
1889年出生于密苏里州，1912年毕业于中密苏里大学，1913年毕业于阿肯色大学，1914年在圣路易斯大学学习簿记。1917年毕业于芝加哥大学，第一次世界大战期间曾作为美国陆军参战。结束后返回芝加哥大学。1919年通过注册会计师考试。1917年任教于芝加哥大学，1926年晋升为正教授。 1920年至1921年还任教于哥伦比亚大学。 1926年在芝加哥创建美国管理咨询公司麦肯锡，1935年被任命为芝加哥百货公司Marshall Field & Company董事长，于是他任命安德鲁·托马斯·科尔尼为麦肯锡的实际管理人，1936年还担任美国管理协会会长。1937年11月30日麦肯锡因肺炎逝世，享年48岁。